# Ordre d'Albert l'Ours
L'ordre d'Albert l'Ours (en allemand : Hausorden Albrechts des Bären ou Der Herzoglich Anhaltische Hausorden Albrechts des Bären) a été fondé le 18 novembre 1836 en tant qu'ordre dynastique par trois ducs d'Anhalt issus de branches distinctes de la famille : Henri, duc d'Anhalt- Köthen, Leopold IV, duc d'Anhalt-Dessau et Alexandre-Charles, duc d'Anhalt-Bernburg.
L'homonyme de l'ordre, Albert l'Ours, fut le premier margrave de Brandebourg de la maison d'Ascanie. L'origine de son surnom « l'Ours » demeure inconnue.
Cet ordre comprenait initialement quatre grades. En 1854, une seconde classe de chevaliers a été ajoutée. En 1864, Léopold IV, qui en raison de l'extinction des autres branches de la famille était devenu l'unique duc d'Anhalt, modifia le statut pour prévoir que l'ordre puisse être accordé avec des épées.
Le 29 avril 1901, en l'honneur du 70e anniversaire du duc Frédéric Ier, une couronne fut ajoutée à toutes les classes de l'ordre. Les étoiles du sein de l'ordre sont restées inchangées.
L'ordre existe toujours en tant qu'ordre de la dynastie, dont le grand maître actuel est Édouard d'Anhalt. Parmi les récipiendaires récents figurent l'infant Charles de Bourbon-Siciles et la princesse Khétévane Bagration de Moukhrani.

## Récipiendaires notables
Parmi les récipiendaires de la grand-croix de l'ordre, figurent  :
- Charles de Prusse (1839).
- Guillaume Ier, empereur allemand (1841).
- Pierre d'Oldenbourg, duc d'Oldenbourg (1847).
- Georges-Victor de Waldeck-Pyrmont (1848).
- François-Joseph Ier, empereur d'Autriche (1849).
- Gonthier-Frédéric-Charles II de Schwarzbourg-Sondershausen (1850).
- Jean de Schleswig-Holstein-Sonderbourg-Glücksbourg (1850).
- Adolphe de Nassau, grand-duc de Luxembourg (1851).
- Ernest Ier de Saxe-Altenbourg (1852).
- Charles-Alexandre de Saxe-Weimar-Eisenach (1852).
- Frédéric de Schleswig-Holstein-Sonderbourg-Glücksbourg (1852).
- Jean Ier, roi de Saxe (1853).
- Frédéric III, empereur allemand (1853).
- Georges de Prusse (1853).
- Maurice-François de Saxe-Altenbourg (1853).
- Jules de Schleswig-Holstein-Sonderbourg-Glücksbourg (1853).
- Christian IX, roi de Danemark (1854).
- Albert de Prusse (1854).
- Guillaume de Schaumbourg-Lippe (1856).
- Frédéric de Hesse-Cassel (1857).
- Frédérique de Schleswig-Holstein-Sonderbourg-Glücksbourg, veuve de Alexandre-Charles d'Anhalt-Bernbourg (1857).
- Charles-Antoine de Hohenzollern-Sigmaringen (1860).
- Frédéric-Guillaume de Mecklembourg-Strelitz (1862).
- Albert de Saxe-Altenbourg (1863).
- Frédéric VIII, roi de Danemark (1863).
- Frédéric-François II de Mecklembourg-Schwerin (1864).
- Léopold de Hohenzollern-Sigmaringen (1865).
- Carol Ier, roi de Roumanie (1865).
- Georges II de Saxe-Meiningen-Hildburghausen (1865).
- Henri XXII Reuss-Greiz (1867).
- Georges-Albert de Schwarzbourg-Rudolstadt (1872).
- Léopold d'Anhalt (1873).
- Frédéric II d'Anhalt (1873).
- Léopold II, roi des Belges (1874).
- Philippe de Belgique, comte de Flandre (1874).
- Charles-Auguste de Saxe-Weimar-Eisenach (1875).
- Albert Ier, roi de Saxe (1879).
- Édouard d'Anhalt (1880).
- Aribert d'Anhalt (1882).
- Frédéric-Léopold de Prusse (1882).
- Milan Ier, roi de Serbie (1882).
- Charles-Antoine de Hohenzollern (1889).